# Pammicrophallus ornatus
Pammicrophallus ornatus är en mångfotingart som beskrevs av Pocock 1909. Pammicrophallus ornatus ingår i släktet Pammicrophallus och familjen Holistophallidae. Inga underarter finns listade i Catalogue of Life.